# Anopheles seydeli
Anopheles seydeli este o specie de țânțari din genul Anopheles, descrisă de Edwards în anul 1929. Conform Catalogue of Life specia Anopheles seydeli nu are subspecii cunoscute.